# رشته‌کوه آکیتکان
رشته‌کوه آکیتکان (روسی: хребет Акиткан) یک رشته‌کوه در استان ایرکوتسک کشور روسیه است.